# シェーン・ラーキン
デシェイン・デイビス・ラーキン（DeShane Davis Larkin 1992年10月2日 - ）は、アメリカ合衆国・オハイオ州シンシナティ生まれ、フロリダ州オーランド出身のバスケットボール選手。アナドル・エフェスSK所属。トルコ代表。
父は元MLB・シンシナティ・レッズの名遊撃手で、アメリカ野球殿堂入りのバリー・ラーキンである。

## 来歴
父のバリーがシンシナティ・レッズでプレーしていた関係で、オハイオ州シンシナティで生まれた。但しMLBのオフシーズンは、自宅のあるフロリダ州オーランドで過ごすという生活を送っていた。父の引退後はオーランドで生活することになる。シェーンは偉大な父の後を追い、野球を始めたが、それと同時にバスケットボールもするようになった。
しかし、中学生の時にリトルリーグのコーチとソリが合わずに野球を止め、バスケットボールに専念することになる。
地元オーランドの高校で活躍したラーキンは、マイアミ大学でも中心選手として活躍し、2013年のNBAドラフトにアーリーエントリーを表明。ドラフトでは18位でアトランタ・ホークスから指名されたが、直後のトレードで交渉権がダラス・マーベリックスに移動した。しかしサマーリーグで左足首を骨折してしまい、その影響でルーキーシーズンは45試合の出場に止まった。
2014年7月、大型トレードでニューヨーク・ニックスに移籍。シーズン開幕戦の10月29日のシカゴ・ブルズ戦でスタメン出場を果たした。
2015年7月2日、ブルックリン・ネッツと2年300万ドルで契約。シーズン終了後にプレーヤーオプションを行使せず、自身の価値を確かめる為にFAとなったものの、NBAチームからのオファーを獲ることは出来なかった。
2016年8月10日、リーガACBの強豪サスキ・バスコニアと契約。2017年5月14日、2016-17シーズンのリーガ2ndチームに選出された。
2017年7月20日、ボストン・セルティックスと契約し、1年でNBA復帰を果たした。しかし、NBA復帰は1年で終わり、2018年からはアナドル・エフェスSKでプレーしている。

## プレースタイル
公称180cmと、NBAの中では小柄な部類に入るため、ディフェンス面で苦戦を強いられることもある。オフェンスの方は鋭いペネトレイトで相手を攪乱するなど、ポイントガードとしては非凡な面も持ち合わせているが、先発起用では心許ないと評価されている。もっとゲームメイクを学ぶ必要性があるとされており、ホセ・バレアのようなコンボガードを目指すべきだという見方もある。

## トルコ代表
2019年12月、トルコの市民権取得の可能性が報じられ、2020年2月にトルコ国籍を取得した。2020年11月27日、ユーロバスケット2022の予選クロアチア戦で代表デビュー。